# Bisdom Pereira
Het bisdom Pereira (Latijn: Dioecesis Pereirana) is een rooms-katholiek bisdom met als zetel Pereira, in Colombia. Het bisdom is suffragaan aan het aartsbisdom Manizales. 

## Geschiedenis
Het bisdom werd opgericht op 17 december 1952, uit delen van het bisdom Manizales en de apostolische prefectuur Chocó, en was suffragaan aan het aartsbisdom Medellín. Op 10 mei 1954 veranderde het van kerkprovincie en werd suffragaan aan het nieuw verheven aartsbisdom Manizales.

## Parochies
Het bisdom had in 2021 een oppervlakte van 6.126 km2 en telde 1.156.556 inwoners waarvan 79,9% rooms-katholiek was.

## Bisschoppen
- Baltasar Álvarez Restrepo (18 december 1952 - 1 juli 1976)
- Darío Castrillón Hoyos (1 juli 1976 - 16 december 1992; coadjutor sinds 2 juni 1971, later kardinaal)
  - Hernán Giraldo Jaramillo (hulpbisschop: 27 juni 1984 - 7 juli 1987)
- Fabio Suescún Mutis (20 november 1993 - 19 januari 2001)
- Tulio Duque Gutiérrez (25 juli 2001 - 15 juli 2011)
- Rigoberto Corredor Bermúdez (15 juli 2011 - heden; hulpbisschop 26 februari 1988 - 30 november 1996)
  - Luis Albeiro Cortés Rendón (hulpbisschop: 30 november 2015 - 12 mei 2022)

## Galerij van afbeeldingen

Wapen van het bisdom Pereira

Manizales (aartsbisdom) · Armenia · La Dorada-Guaduas · Pereira